# Nghiên cứu dư luận xã hội
Nghiên cứu dư luận xã hội, tiếng Anh: Social Listening, là một quá trình kiểm soát các kênh phương tiện truyền thông mạng xã hội (social media): Facebook, Twitter, Instagram, LinkedIn, Reddit... để biết được khách hàng đang nói gì về thương hiệu của doanh nghiệp. Công việc của nghiên cứu dư luận xã hội (social listening) là theo dõi các kênh phương tiện truyền thông mạng xã hội này, lọc ra những cuộc hội thoại (conversation) hoặc đề cập (mention) của khách hàng có liên quan tới thương hiệu, từ đó phân tích để tìm ra các insight, xác định điểm đau của khách hàng (pain point), thu thập phản hồi (feedback) và khám phá cơ hội.
Một số quan niệm sai lệch về Social Listening
- "Social Listening bao gồm việc thu thập dữ liệu cá nhân khách hàng." - Social Listening không thu thập dữ liệu cá nhân (personal data) mà chỉ tập trung vào các đề cập, hội thoại của khách hàng về thương hiệu trên các kênh social media.
- "Social Listening và Social Monitoring là một." - Mặc dù trên thực tế, Social Listening và Social Monitoring hay đi đôi với nhau, nhưng chúng thực hiện hai công việc khác nhau và cần phân biệt để tránh nhầm lẫn.[3]

## Phân biệt với Giám sát xã hội (Social Monitoring)
Hai thuật ngữ Nghiên cứu dư luận xã hội và Giám sát xã hội chỉ hai công việc hoàn toàn khác nhau.

### Giám sát xã hội (Social monitoring)
Giám sát xã hội là đang xác định và phản hồi các đề cập về thương hiệu của doanh nghiệp trên các phương tiện truyền thông xã hội ở quy mô vi mô. Đây là khi đại diện chăm sóc khách hàng hoặc người quản lý phương tiện truyền thông xã hội trả lời các truy vấn, vấn đề và bình luận đến. Họ theo dõi một nguồn cung cấp thông tin và đưa ra câu trả lời hoặc có thể giới thiệu khách hàng đó đến đúng bộ phận mà họ có vấn đề thắc mắc. Từ đó có thể đo lường được:
- Bao nhiêu lần thương hiệu của doanh nghiệp được đề cập?
- Nhận thức thương hiệu tổng thể của doanh nghiệp là gì?

### Nghiên cứu dư luận xã hội (Social listening)
Là cái nhìn vĩ mô về cách khách hàng thảo luận về thương hiệu của doanh nghiệp trên phương tiện truyền thông xã hội. Nó tập hợp dữ liệu từ Giám sát xã hội và tương tác của các khách hàng, từ đó xây dựng một cái nhìn toàn diện hơn về những gì khách hàng đang nói và làm thế nào thương hiệu có thể đáp ứng được. Nghiên cứu dư luận xã hội giúp trả lời các câu hỏi:
- Ai đang nói về thương hiệu của doanh nghiệp?
- Thương hiệu của doanh nghiệp được đề cập ở đâu?
- Họ đang nói về thương hiệu của doanh nghiệp như thế nào?
- Những xu hướng doanh nghiệp nên lo lắng là gì?
- Làm thế nào để thương hiệu của doanh nghiệp so với đối thủ cạnh tranh?

| Social Monitoring                        | Social Listening                |
| ---------------------------------------- | ------------------------------- |
| Vi mô                                    | Vĩ mô                           |
| Tương tác với khách hàng                 | Phân tích dữ liệu               |
| Bị động                                  | Chủ động                        |
| Có thể không cần dùng các công cụ (tool) | Phải sử dụng các công cụ (tool) |

## Vai trò của Nghiên cứu dư luận xã hội
Nghiên cứu dư luận xã hội sẽ cung cấp một lượng lớn, đa dạng các thông tin mà có thể sử dụng cho nhiều bộ phận trong cả công ty, như bộ phận chăm sóc khách hàng, marketing nội dung, hay bộ phận R&D.

### Hiểu biết sâu sắc về ngành (Industry Insights)
Nghiên cứu dư luận xã hội giúp doanh nghiệp nhận biết được những xu hướng (trend) của ngành trước khi nó trở thành xu hướng. Bằng cách phân tích các dữ liệu về hành vi (behavior), thái độ (attitude), mối quan tâm (interest) của khách hàng; các đề cập (mention), chủ đề (topic), hashtag, từ khóa (keyword) nổi bật trong các cuộc thảo luận trên mạng xã hội (social media); để doanh nghiệp có thể hiểu rõ hơn về thị trường, thấu hiểu về insight khách hàng mà doanh nghiệp đang hướng đến. Đồng thời, để hiểu được các thay đổi của thị trường, doanh nghiệp cần nhận thức được các ảnh hưởng của xu hướng mới lên đối tượng mục tiêu (target audience). Từ các hiểu biết đó, giúp doanh nghiệp có thể tạo và định vị sản phẩm, phát triển và tối ưu hóa nội dung (content), thông điệp (message) phù hợp với xu hướng của thị trường ở hiện tại và trong tương lai.
Doanh nghiệp cũng có thể sử dụng nghiên cứu dư luận xã hội để xác định những người có ảnh hưởng (Influencers) trong ngành đến quyết định mua hàng của khách hàng. Điều này là rất quan trọng với thương hiệu để đưa ra quyết định sử dụng influencer marketing và phát triển các chiến dịch quảng cáo.

### Theo dõi sức khỏe thương hiệu (Track Brand Health)
Bằng cách sử dụng tích cực nghiên cứu dư luận xã hội, doanh nghiệp có thể thu được những phản hồi tích cực và tiêu cực của người tiêu dùng về thương hiệu hoặc các sản phẩm quan trọng, thông qua các cuộc hội thoại trên mạng xã hội và đặc biệt thông qua cộng đồng trực tuyến.
Phân tích các phản hồi trên, cho phép doanh nghiệp hiểu được tình cảm (sentiment) chung đối với thương hiệu và cảm nhận đối với sản phẩm của người tiêu dùng. Doanh nghiệp cũng sẽ có được cái nhìn sâu sắc về những cảm xúc mà cộng đồng liên kết với thương hiệu; những đặc điểm và tính năng cụ thể làm thu hút sự chú ý của khách hàng. Từ đó, doanh nghiệp sẽ quyết định thực hiện những hành động cụ thể để cải thiện mối quan hệ khách hàng (customer relationship) và nâng cao hình ảnh thương hiệu (brand image).
Cải thiện mối quan hệ khách hàng có thể giúp doanh nghiệp đạt được lòng trung thành của khách hàng về lâu dài, chủ yếu bằng cách cung cấp dịch vụ khách hàng tuyệt hảo. Theo dõi các phản hồi tích cực và tiêu cực để xác định lĩnh vực nào cần cải thiện, bộ phận R&D và chăm sóc khách hàng trong doanh nghiệp sẽ tập trung hơn vào các điểm đau (pain-points) và nhu cầu (needs) của người tiêu dùng, để phát triển sản phẩm và cung cấp dịch vụ tốt hơn để thu hút nhiều hơn các đối tượng mục tiêu.
Đặc biệt, doanh nghiệp có thể xác định các cuộc hội thoại có hại và cải thiện tình hình trước khi nó có tác động mạnh mẽ đến uy tín của thương hiệu.

### Đo lường tác động của chiến dịch (Measure Campaign Impact)
Nghiên cứu dư luận xã hội đo lường mức độ nhận thức thương hiệu của doanh nghiệp đã được cải thiện như thế nào và mức tăng lượng đề cập sau mỗi chiến dịch. Nhờ vậy sẽ cho phép doanh nghiệp hiểu về những gì người tiêu dùng nghĩ về nội dung của chiến dịch; tác động của chiến dịch này đến họ; và đánh giá được tầm ảnh hưởng, phạm vi lan tỏa của thông điệp chiến dịch. Từ đó, nhóm Marketing nội dung của doanh nghiệp sẽ có những nỗ lực cải thiện, điều chỉnh kịp thời để tối ưu hóa hiệu quả chiến dịch hiện tại và thiết kế những chiến dịch mới thành công trong tương lai.
Bên cạnh đó, nghiên cứu dư luận xã hội cho phép doanh nghiệp đo lường và đánh giá hiệu quả chiến lược truyền thông xã hội, thì cũng giúp đo lường các chiến thuật (tactics) cho các chiến dịch ngắn hạn hơn. Doanh nghiệp có khả năng phân tích các số liệu định lượng và số liệu định tính. Phân tích này cung cấp những insight có giá trị để xác định hiệu quả truyền thông xã hội của doanh nghiệp cho Above the line (ATL), Below the line (BTL) và các chiến dịch tích hợp.

### Đối chuẩn cạnh tranh (Competitive Benchmarking)
Nghiên cứu dư luận xã hội là một công cụ tuyệt vời để đối chuẩn thương hiệu của doanh nghiệp với đối thủ cạnh tranh. Bằng cách đo khối lượng cuộc hội thoại về thương hiệu của doanh nghiệp và đối thủ cạnh tranh, doanh nghiệp có thể đánh giá hiệu quả truyền thông mạng xã hội của mình. Và để đạt được và duy trì lợi thế cạnh tranh và năng lực cạnh tranh của doanh nghiệp so với đối thủ, doanh nghiệp cần xem xét đối thủ đang làm gì và người tiêu dùng nghĩ gì về họ. Để từ đó, doanh nghiệp đặt giá, phát triển chiến dịch và làm cho sản phẩm của doanh nghiệp hấp dẫn hơn so với đối thủ cạnh tranh.
Khi tiến hành các chiến dịch nghiên cứu dư luận xã hội, doanh nghiệp không nên chỉ theo dõi các cuộc hội thoại về doanh nghiệp hoặc đối thủ được chọn. Thay vào đó, doanh nghiệp nên phân bổ thời gian và tài nguyên để nghiên cứu nhiều hơn thảo luận chung về toàn bộ ngành công nghiệp. Để phát hiện những lý do khiến khách hàng không hài lòng trong lĩnh vực này; hay một sản phẩm hoặc dịch vụ mà người tiêu dùng mong muốn nhưng không có sẵn;... Thường thì những hiểu biết này sẽ rất có giá trị nhất để phát triển các chiến lược kinh doanh tổng thể của doanh nghiệp.

### Giám sát khủng hoảng/vấn đề (Crisis/issue monitoring)
Nghiên cứu dư luận xã hội cung cấp cho doanh nghiệp các cảnh báo trước cho các vấn đề tiềm ẩn lớn về mối quan hệ công chúng, đặc biệt là trong thời kỳ khủng hoảng. Một cách để phát hiện được những khủng hoảng truyền thông xã hội (social media crisis) là doanh nghiệp phải theo dõi, giám sát sự tăng đột biến lượng đề cập đến thương hiệu. Nếu sự tăng đột biến này vẫn tiếp tục, doanh nghiệp cần xem xét về khía cạnh tình cảm là tích cực hay tiêu cực, để nhận biết cuộc khủng hoảng có thực sự xảy ra hay không. Khi khủng hoảng đã xảy ra, nghiên cứu dư luận xã hội cung cấp dữ liệu tổng hợp cụ thể về chủ đề đó, giúp doanh nghiệp xác định mức độ của cuộc khủng hoảng. Và đòi hỏi doanh nghiệp có những phản ứng kịp thời để xử lý khủng hoảng, đảm bảo hình ảnh thương hiệu.
Cuối cùng, doanh nghiệp cần tạo ra các báo cáo tổng hợp từ các dữ liệu thu được từ nghiên cứu dư luận xã hội, bao gồm cả phản hồi tích cực và các lĩnh vực cải thiện, để giúp doanh nghiệp hiểu bức tranh lớn bao quát, chia sẻ với các đồng nghiệp, khách hàng của doanh nghiệp, và tối đa hóa cơ hội kinh doanh.

## Chỉ số đo lường

### Reach of Mentions
Là số lần tên thương hiệu được đề cập trên các kênh social media. Lượng reach có thể biểu đạt độ phủ của thương hiệu và là chỉ số quan trọng khi đo lường độ nhận diện thương hiệu (brand awareness).

### Share of Voice
Là tỉ lệ phần trăm số lượng đề cập đến thương hiệu trên tổng số lượng đề cập trong lĩnh vực đó. Chỉ số này giúp doanh nghiệp so sánh thương hiệu của mình với đối thủ cạnh tranh, đánh giá mức độ nổi bật thương hiệu so với thị trường nói chung cũng như xác định thị phần doanh nghiệp.
Công thức cơ bản xác định chỉ số SOV:
| SOV = Chỉ số của thương hiệu / Tổng chỉ số của thị trường x 100 (%) |

Trong đó, các chỉ số có thể là lượng hashtag, đề cập, lượt reach, lượt hiển thị (impression)...

### Sentiment Score
Là chỉ số thể hiện cảm xúc của khách hàng đối với thương hiệu, nhãn hàng, sản phẩm. Để xác định chỉ số cảm xúc, cần thông qua các công cụ/thuật toán xử lý ngôn ngữ để xem một bài đăng trên social media thể hiện cảm xúc tích cực, tiêu cực hay trung tính và sau đó tổng hợp dữ liệu. Chỉ số Sentiment Score giúp doanh nghiệp đánh giá được mức độ hài lòng của khách hàng và đo lường sức khỏe thương hiệu.

### Net Promoter Score
Thể hiện mức độ khách hàng sẵn sàng giới thiệu thương hiệu, nhãn hàng, sản phẩm của doanh nghiệp tới những người khác trên các kênh social media. Tuy chỉ số này thường được xác định bằng phương pháp phỏng vấn/khảo sát, việc thực hiện Social Listening cũng giúp xác định được Net Promo Score dựa vào mức độ tích cực của các đề cập/hội thoại trên phương tiện truyền thông mạng xã hội.

### Engagement Rate
Thể hiện mức độ tương tác đối với các hoạt động của thương hiệu trên phương tiện truyền thông mạng xã hội. Chỉ số này giúp doanh nghiệp xác định được mức độ phổ biến của thương hiệu, đồng thời giúp doanh nghiệp nhận ra khủng hoảng tiềm ẩn khi chỉ số tăng đột biến.
Các chỉ số của Engagement Rate
- Like, share, bình luận, retweet, phản hồi...
- Tỷ lệ tương tác bài: Bằng tỷ lệ số lượt tương tác trên số lượt hiển thị/số lượt reach. Tỷ lệ này thể hiện mức độ người xem cảm thấy thích thú về bài đăng của doanh nghiệp.
- Đề cập đến tài khoản (Account mention): Là những đề cập trực tiếp tới tài khoản xã hội của doanh nghiệp/thương hiệu, không thông qua mục bình luận hay phản hồi.

Công thức xác định chỉ số Engagement Rate
Có nhiều cách xác định chỉ số Engagement Rate, dưới đây là một số công thức phổ biến:
- Engagement Rate tính theo lượt Reach (ERR):

| ERR = Tổng lượt tương tác trên mỗi bài đăng / Tổng lượt reach trên mỗi bài đăng ERR trung bình = Tổng ERR / Tổng số bài đăng |

- Engagement Rate tính theo bài đăng (ER post):

| ER post = Tổng lượt tương tác trên một bài đăng / Tổng số người theo dõi (follower) ER post trung bình = Tổng ER post / Tổng số bài đăng |

- Engagement Rate tính theo lượt hiển thị (ER impressions):

| ER impressions = Tổng lượt tương tác trên một bài đăng / Tổng lượt hiển thị của bài đăng ER impressions trung bình = Tổng ER Impressions / Tổng số bài đăng |

- Engagement Rate tính theo ngày (Daily ER):

| Daily ER = Tổng lượt tương tác trong một ngày / Tổng số người theo dõi (follower) Daily ER trung bình = Tổng Daily ER trong N ngày / (N x Số người theo dõi) |

- Engagement Rate có trọng số (Factored ER):

Khi doanh nghiệp đánh giá yếu tố này quan trọng hơn yếu tố kia, họ có thể đặt trọng số cho yếu tố được cho là quan trọng. Ví dụ, nếu doanh nghiệp cho rằng lượng bình luận quan trọng hơn các yếu tố tương tác còn lại (like, share...), lúc này Engagement Rate sẽ được tính theo công thức:
| Factored ER = (Tổng số bình luận x 2 + Tổng lượt tương tác khác trên mỗi bài đăng) / Tổng lượt reach trên mỗi bài đăng |

## Ứng dụng

### Quy trình cơ bản

#### 4 bước Nghiên cứu dư luận xã hội
Nghiên cứu dư luận xã hội gồm 4 bước cơ bản:
- Collection: Thu thập dữ liệu (sử dụng tools để thu thập data trên các kênh social media);
- Processing: Gạn lọc data theo đúng chủ đề nghiên cứu, phân loại data theo các nội dung nghiên cứu;
- Analysis: Phân tích, thống kê dựa trên các nội dung nghiên cứu đề ra;
- Reporting: Trình bày kết quả thu được.

#### Từ khóa (Keyword) trong nghiên cứu dư luận xã hội[2]
Nghiên cứu dư luận xã hội thu thập dữ liệu dựa trên từ khóa, vì vậy việc lựa chọn đúng các từ khóa có liên quan đến thương hiệu là rất quan trọng. Dưới đây là danh sách những từ khóa có thể sử dụng trong giai đoạn thu thập dữ liệu của nghiên cứu dư luận xã hội.
- Tên thương hiệu, nhãn hàng, sản phẩm của doanh nghiệp;
- Tên thương hiệu, nhãn hàng, sản phẩm của đối thủ;
- Từ thông dụng trên thị trường;
- Slogan của doanh nghiệp hoặc của đối thủ cạnh tranh;
- Tên chiến dịch (campaign) hay các từ khóa sử dụng trong chiến dịch (campaign) của doanh nghiệp;
- Hashtag mang thương hiệu của doanh nghiệp và của đối thủ cạnh tranh;
- Hashtag chưa mang thương hiệu nào nhưng phổ biến trên thị trường.

### Công cụ Nghiên cứu dư luận xã hội (tools)
Một số công cụ hữu hiệu cho Nghiên cứu dư luận xã hội:
- Awario: Sử dụng để theo dõi trạng thái thương hiệu của doanh nghiệp cũng như đối thủ. Giúp tìm kiếm khách hàng đang có nhu cầu về sản phẩm của doanh nghiệp hoặc của đối thủ cạnh tranh nhờ tính năng dự đoán chi tiết.
- Branchwatch:  Brandwatch cung cấp tính năng giúp nhận dạng nhân khẩu học, hình ảnh về người dùng và tổng hợp những chủ đề đang hot trên các phương tiện truyền thông xã hội.
- Mention: Công cụ có khả năng cập nhật dữ liệu nhanh và liên tục trong vòng 24h; cung cấp tùy chỉnh báo cáo dựa trên nhu cầu doanh nghiệp; theo dõi nội dung, các bình luận (comment), đề cập (mention) trên 42 nền tảng ngôn ngữ.
- TweetDeck: Công cụ quản lý mạng xã hội Twitter với tính năng thể hiện được timeline, các đề cập, tin nhắn, hashtag, kết quả tìm kiếm,... của người dùng trên kênh mạng xã hội Twitter.
- Keyhole: Công cụ này cũng hỗ trợ phân tích từ khóa, đề cập bản đồ hiển thị từng khu vực cho phép tự động hóa bài đăng và theo dõi từ khóa/hashtag trên Twitter và Instagram.
- Hootsuite: Công cụ giúp kiểm soát các cuộc hội thoại, từ khóa, đề cập (mention) và hashtag. Hootsuite cho phép doanh nghiệp theo dõi những khách hàng tiềm năng, các influencer...

Tại Việt Nam, các công cụ Nghiên cứu dư luận xã hội thường được sử dụng có thể kể tới Buzzmetrics, InfoCare, YouNet Media...

## Nhược điểm của Nghiên cứu dư luận xã hội
- Không phân tích được sự phức tạp của hành vi người tiêu dùng: Trên các kênh mạng xã hội, người tiêu dùng có thể dùng lời lẽ tiêu cực về một thương hiệu/sản phẩm nhưng thực chất họ chỉ đang đùa, và hình ảnh vui vẻ sử dụng sản phẩm mà họ đăng kèm là minh chứng cho điều đó. Tuy nhiên Nghiên cứu dư luận xã hội phải phụ thuộc vào các công cụ để đo lường, và các công cụ này sẽ đo lường đề cập trên là tiêu cực, trong khi thực tế là nó mang tình cảm tích cực.[22]
- Chỉ thu thập được những thông tin công khai: Các công cụ Nghiên cứu dư luận xã hội chỉ có thể thu thập dữ liệu từ những tài khoản xã hội công khai, vì vậy những thông tin thu được chỉ có thể đánh giá một phần tập khách hàng của doanh nghiệp chứ không cung cấp một bức tranh hoàn thiện.[22][23]